# Aszód–turai vasúti veszélyhelyzet
Az aszód–turai vasúti veszélyhelyzet egy váratlan vasúti esemény volt 2011. május 16-án 18 óra 20 perckor a Budapest–Hatvan-vasútvonalon, Aszód és Tura állomások között. A vasúti fővonal jobb vágányán a Tokaj InterCity-vonat és egy sebesvonat haladt egymással szemben. A két szerelvény egymástól 1632 méter távolságban állt meg az állomásközben, így a szerencsés kimenetelű esemény sem személyi sérüléssel, sem anyagi kárral nem járt.

## A baleset körülményei
Az esemény idején Tura és Aszód között a vasúti biztosítóberendezés nem működött. Ezt észlelték a vasúti dolgozók, ezért a két állomás között – a biztonsági előírásoknak megfelelően – állomástávolságú közlekedést vezettek be. (A berendezésben egy sikló okozott zárlatot.)
Az Egerből a Budapest-Keleti pályaudvar felé közlekedő, 5503-as számú sebesvonat Tura állomásról a helytelen vágányra haladt ki, miután a váltót elmulasztották átállítani. Tura állomás forgalmi szolgálattevője, észlelve a mulasztást, haladéktalanul tájékoztatta a vonali menetirányítót, aki megállásra utasította a sebesvonattal szemben haladó, Budapest-Keleti pályaudvarról Debrecen felé tartó IC 568-as számú Tokaj InterCity mozdonyvezetőjét. A sebesvonat vezetőjével ugyanakkor nem sikerült rádiókapcsolatot létesíteni.
Az InterCity jegyvizsgálója leszállt a vonatról és Tura állomás felé, a sebesvonat felé futva „megállj”-jelzést adott, a mozdonyvezető pedig a fényszóró fel- és lekapcsolásával figyelmeztette a másik vonatot. A jelzést észlelve a sebesvonat vezetője a másik szerelvénytől mintegy 1600 méterre állította meg a vonatot. (Egyes híradások szerint a jegyvizsgáló karjelzését észlelte a sebesvonat vezetője, de a vizsgálat zárójelentése szerint a szemben közlekedő vonatot és annak fényjelzéseit vette észre.)

## A vizsgálat eredménye
A Közlekedésbiztonsági Szervezet (KBSZ) az eseményt 2011. május 20-án hozta nyilvánosságra.
A KBSZ szerint a Tura állomásról kihaladó sebesvonat vezetőjének és a jegyvizsgálónak észlelnie kellett volna, hogy a kijárati váltók nem a forgalmi szolgálattevő által szándékolt kihaladási iránynak megfelelő állásban vannak, és mivel a helytelen vágányon történő közlekedésről nem lettek értesítve, így a váltók előtt a vonatot meg kellett volna állítani.
A VDSZSZ szerint az eset idején Tura állomás forgalmi szolgálattevője már tizedik órája volt szolgálatban, a bonyolult forgalmi helyzetet egyedül teljesítette, ehhez segítséget nem kapott. A sebesvonat személyzetével az egri indulás óta nem tudtak rádiókapcsolatot létesíteni.
A nyomozást 2011. november 28-án zárták le. Három személyt hallgattak ki a közlekedés veszélyeztetése gyanújával: Tura állomás forgalmi szolgálattevőjét, valamint a sebesvonat mozdonyvezetőjét és jegyvizsgálóját.